# اقدامات ناقص (بریکینگ بد)
«اقدامات ناقص» (انگلیسی: Half Measures) دوازدهمین قسمت از فصل سوم مجموعهٔ تلویزیونی درام آمریکایی بریکینگ بد است. این قسمت توسط سم کاتلین و پتر گولد نوشته و توسط آدام برنشتاین کارگردانی شده‌است، که برای نخستین بار در ۶ ژوئن ۲۰۱۰ از ای‌ام‌سی پخش شد.